# ルイス・カルロス・ドレア
ルイス・カルロス・ドレア（Luiz Carlos Dórea、1965年3月7日 - ）は、ブラジルのボクシングトレーナーであり元プロボクサー。バイーア州サルヴァドール出身。

## 来歴
プロボクサーとして活動していたが1988年に自身のトレーナーが死亡するとボクサーを引退しトレーナーに転向した。1990年にボクシングジム「アカデミー・チャンピオン」を設立。トレーナーとして数多くのボクサー、総合格闘家を育てた。
ロンドンオリンピック、北京オリンピック、アテネオリンピックでボクシングブラジル代表チームのコーチを務めた。
The Ultimate Fighterシーズン13、The Ultimate Fighter: Brazil、The Ultimate Fighter: Brazil 2でボクシングコーチを務めた。
現在は「アカデミア・チャンピオン」、「チーム・ノゲイラ」でコーチを務めている。

## トレーナーを務めた主な選手

### ボクサー
| 名前                       | 備考                                                            |
| -------------------------- | --------------------------------------------------------------- |
| アセリノ・フレイタス       | WBA・WBO世界スーパーフェザー級スーパー王者、WBO世界ライト級王者 |
| エヴェルトン・ロペス       | バクー世界ボクシング選手権大会ライトウェルター級金メダリスト    |
| アドリアーナ・アラウージョ | ロンドンオリンピックライト級銅メダリスト                        |
| ヴァルデミール・ペレイラ   | IBF世界フェザー級王者                                           |
| ロブソン・コンセイサン     | リオデジャネイロオリンピックライト級金メダリスト                |

### 総合格闘家
| 名前                             | 備考                                       |
| -------------------------------- | ------------------------------------------ |
| アンデウソン・シウバ             | UFC世界ミドル級王者                        |
| ジュニオール・ドス・サントス     | UFC世界ヘビー級王者                        |
| アントニオ・ホドリゴ・ノゲイラ   | PRIDEヘビー級王者、UFC世界ヘビー級暫定王者 |
| ビクトー・ベウフォート           | UFC世界ライトヘビー級王者                  |
| リョート・マチダ                 | UFC世界ライトヘビー級王者                  |
| アントニオ・ホジェリオ・ノゲイラ |                                            |
| デミアン・マイア                 |                                            |